# Ravi Jayewardene
Le capitaine Ravindra "Ravi" Vimal Jayewardene (22 avril 1936 - 2 avril 2017) est un aviateur et un tireur sportif sri-lankais. Il est le fils du président J.R. Jayewardene et a été conseiller à la sécurité nationale dans l'administration de son père.

## Jeunesse
Seul enfant de Junius Richard Jayewardene et Elina Jayewardene, Ravi a fait ses études à l'école préparatoire de S. Thomas et au Royal College de Colombo.

## Service militaire
Évitant une carrière politique, il rejoint le groupe George Steuart après avoir terminé ses études, puis rejoint la force de volontaires de l'armée de Ceylan. Après une formation, il est nommé sous-lieutenant dans le 2nd (V) Ceylon Light Infantry en 1956. Il est mobilisé pour des tâches de sécurité intérieure et commande des troupes d'infanterie légère à Panadura pendant les émeutes de 1958. Mobilisé régulièrement, il est transféré à une commission régulière en 1959, mais est mis en congé obligatoire à la suite de la tentative de coup d'État de 1962.
Il participe à l'épreuve de tir au fusil de 50 mètres aux Jeux olympiques d'été de 1964. En 1966, il quitte l'armée avec le grade de capitaine.

## Air Ceylon
Ayant obtenu sa licence de pilote de la Ratmalana Flying School, il rejoint Air Ceylon par la suite.
En avril 1971, lors de l'insurrection du JVP, il est arrêté à l'aéroport de Ratmalana par la police, accusé d'avoir donné des armes et une formation à la guerre dans la jungle à des jeunes associés au JVP, mais n'a jamais été inculpé. À la suite d'une crise cardiaque, il quitte Air Ceylon.
Il quitte le pays peu de temps après avoir passé trois ans en tant que moine bouddhiste en Thaïlande avant de migrer en Australie où il travaille comme mécanicien, même après que son père a été élu Premier ministre.

## Conseiller pour la sécurité nationale
À la suite des émeutes de 1983, il retourne au Sri Lanka en 1983 et est nommé conseiller à la sécurité nationale. Avec l'escalade de la guerre civile au Sri Lanka, avec des inquiétudes sur la sécurité présidentielle, il a formé la Force spéciale d'élite. Il aide Lalith Athulathmudali, ministre de la Sécurité nationale, dans la formation du Sri Lanka Home Guard pour défendre les villages frontaliers qui ont été attaqués par les LTTE. Il démissionne de son poste lorsque le mandat de son père prend fin.

## Décès
Jaywardene décède le 2 avril 2017 après une brève maladie, à l'âge de 80 ans.